# Junta Comunitaria de Brooklyn 6
La Junta Comunitaria de Brooklyn 6 (del inglés: Brooklyn Community Board 6) es un órgano gubernamental local de la ciudad de Nueva York del borough de Brooklyn que abarca los barrios de Red Hook, Carroll Gardens, Park Slope, Gowanus y Cobble Hill. Es delimitado por Upper New York Bay y East River al oeste, la Avenida Atlantic, calle Court, 4.ª Avenida, Warren y la calle Pacific en el norte, Prospect Park en el este, al igual que por la calle 15 y Gowanus Canal en el sur.
Al 2010, su presidente es Richard S. Bashner, y el mánager distrital es Craig Hammerman.

## Demografía
En el censo de los Estados Unidos de 2000, la junta comunitaria tenía una población de 104 054, aumentando desde que tenía l 102 724 en 1990 pero antes en 1980 tenía 110 225. 

De ellos (al 2000), 57 106 (54.9%) eran blancos no hispanos, 14,034 (13.5%) eran afroamericanos, 4,622 (4.4%) asiáticos o isleños del Pacífico, 173 (0.2%) eran amerindios o nativos de Alaska, 493 (0.5 %) de otras razas, 3274 (3.1 %) de dos o más razas, 24 352 (23.4 %) eran de origen hispanos.
Al 2004 el 18.8 % de la población se benefician de asistencia pública, más de 14.4 % en 2000.
La superficie es de 2226,4 acres.